# Morella cerifera
Pour les articles homonymes, voir arbre à suif et Arbre à cire.
Espèce
Classification phylogénétique
L'arbre à suif, aussi appelé cirier ou arbre à cire (Morella cerifera (L.) Small, syn. Myrica cerifera L.) est une espèce d'arbuste de la famille des Myricacées, dont la baie donne une cire utilisée dans la fabrication des chandelles.
L'arbre atteint 10 mètres de haut. Il a des feuilles lancéolées, étroites, de petites fleurs jaunes, unisexuées en chatons. Le fruit est une baie globuleuse, grise, d'aspect cireux. L'arbre à suif pousse dans les régions côtières de l'est et du sud des États-Unis, jusqu'au Texas.

## Propriétés médicales
En automne ou au printemps, on récolte l'écorce de la racine, à laquelle on attribue des vertus astringentes, émétiques et oniques. Ses constituants chimiques principaux sont les triterpènes, les flavonoïdes, les tanins, les phénols, les résines et de la gomme.
En médecine traditionnelle, elle est prescrite comme traitement contre la grippe, les maux de gorge et la diarrhée. Elle est déconseillée pendant la grossesse.